# Dambordje
Het dambordje (Melanargia galathea) is een vlinder uit de onderfamilie van de zandoogjes en erebia's (Satyrinae) en de familie Nymphalidae.

## Kenmerken
Het dambordje ontleent zijn naam aan de tekening van de vleugels die enigszins op een dambord lijken en bruin gekleurd zijn met grote en kleine witte vlekken. De rups is groen of grijsgroen.

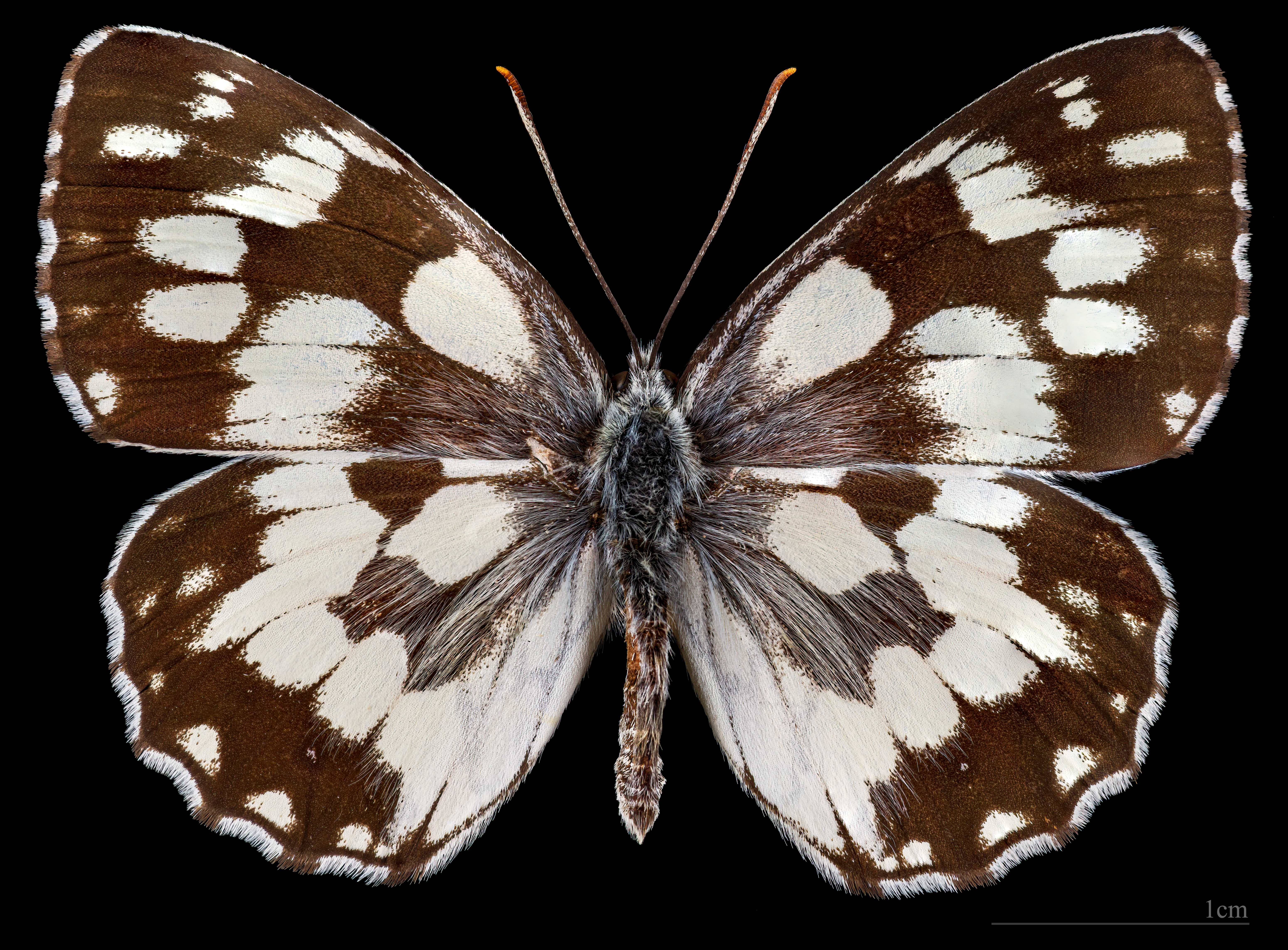
♂
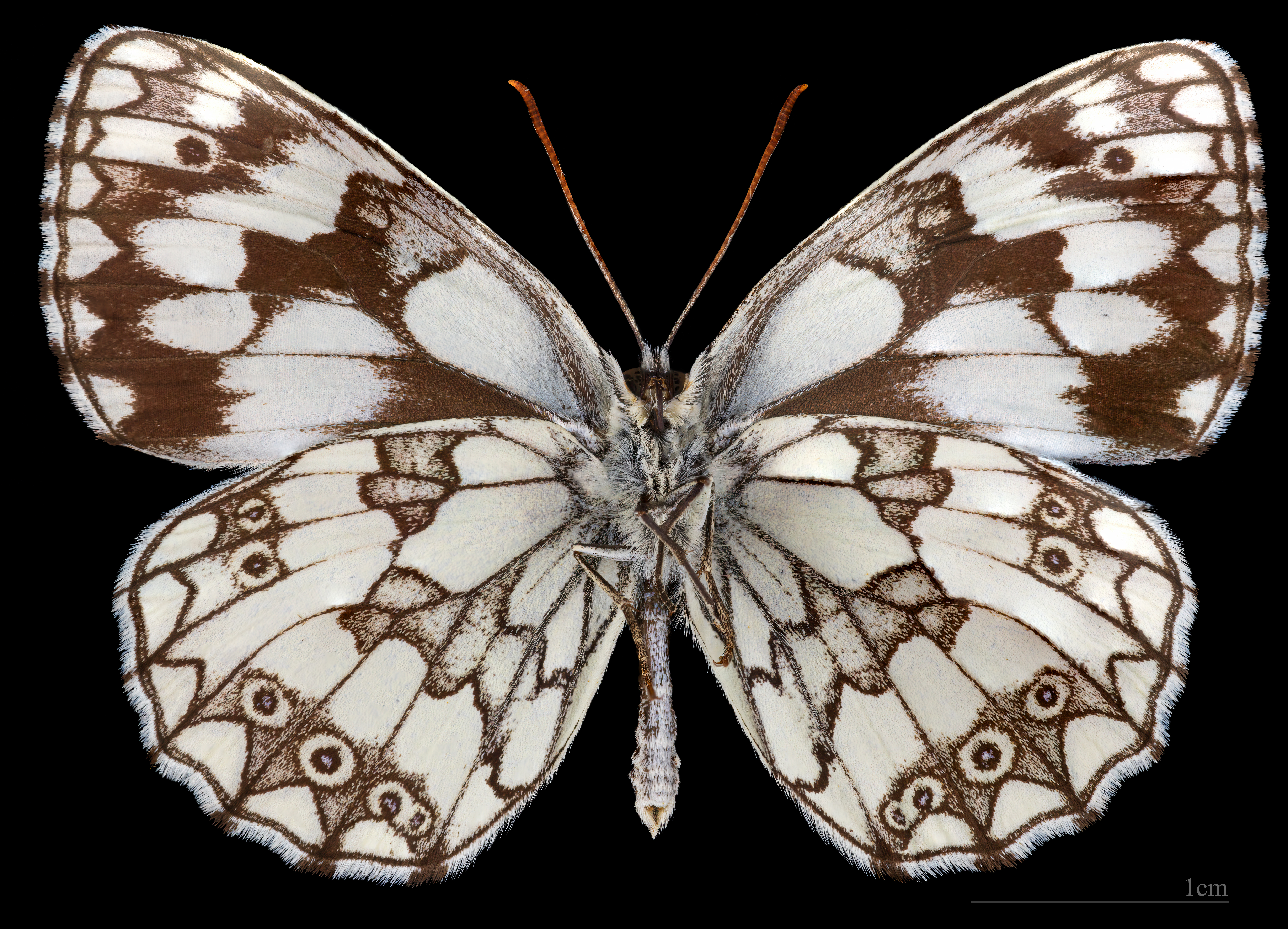
♂ △
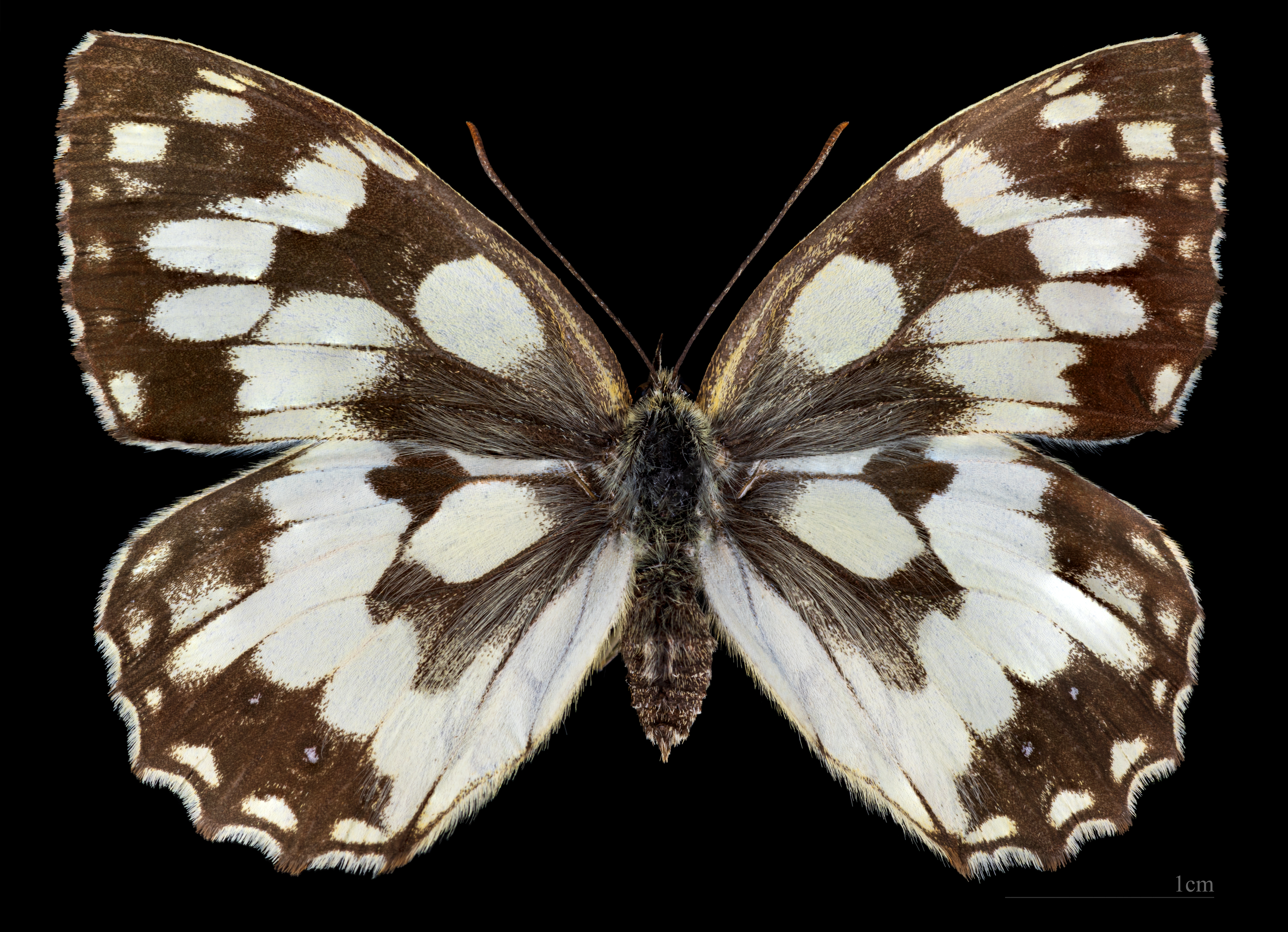
♀
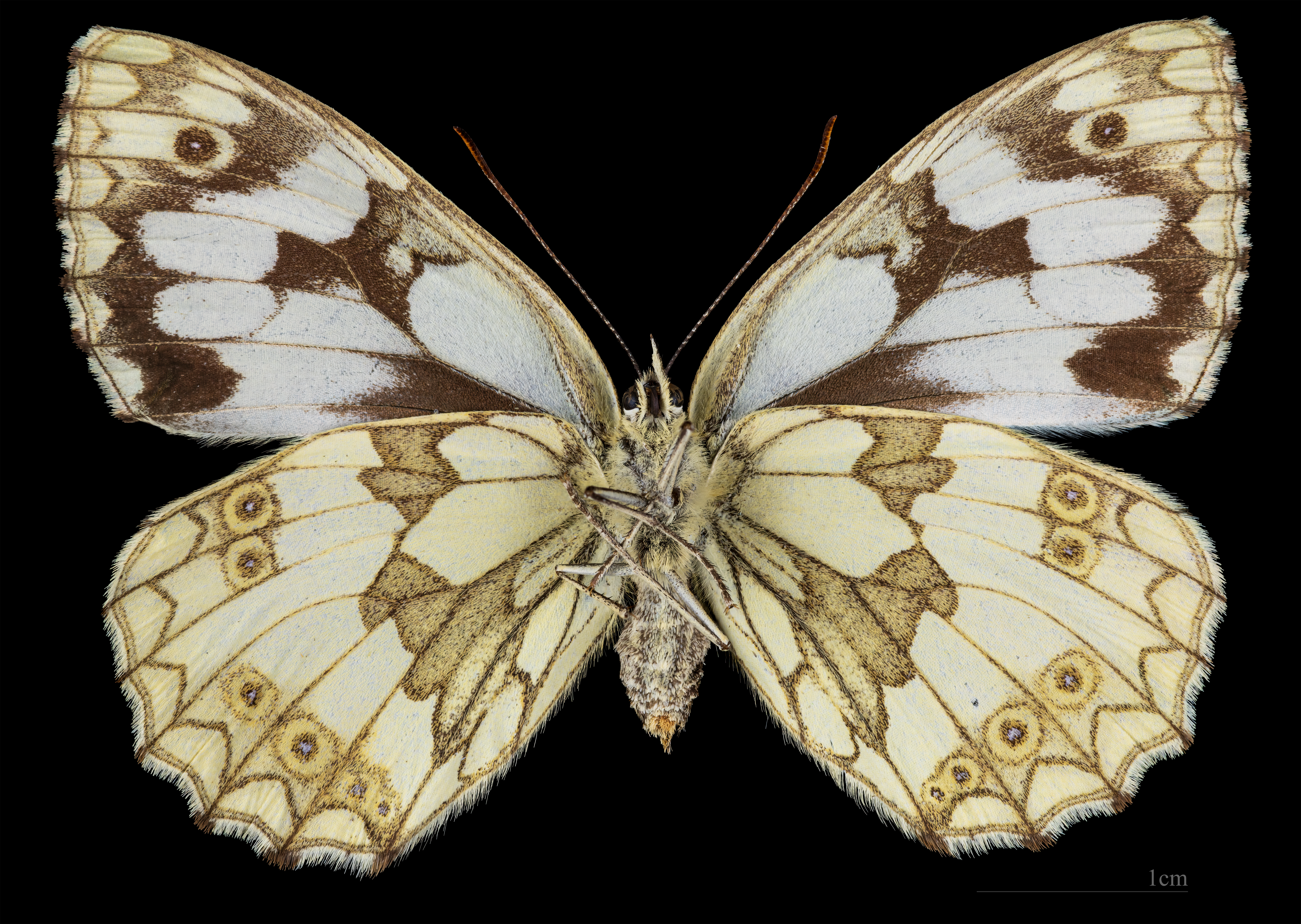
♀ △

## Leefwijze
Het dambordje drinkt graag de nectar uit Scabiosa-soorten en knoopkruid. De vliegtijd is van juni tot en met augustus.

## Voortplanting
De vrouwtjes laten hun eitjes in de vlucht vallen.

## Verspreiding en leefgebied
Deze soort komt voor in Centraal- en Oost-Europa. In Nederland werd de soort van 1981 tot 1986 plaatselijk zeer schaars waargenomen en werd daarmee als dwaalgast beschouwd. In Vlaanderen is de verspreiding beperkt tot de Voerstreek en het zuidoosten van Limburg. In het zuiden van België is de soort vrij algemeen. De vlinder geeft de voorkeur aan droge graslanden als leefgebied; gezien de zeldzaamheid van dit natuurtype in Vlaanderen hoeft het niet te verwonderen dat ook de verspreiding van deze soort beperkt is.

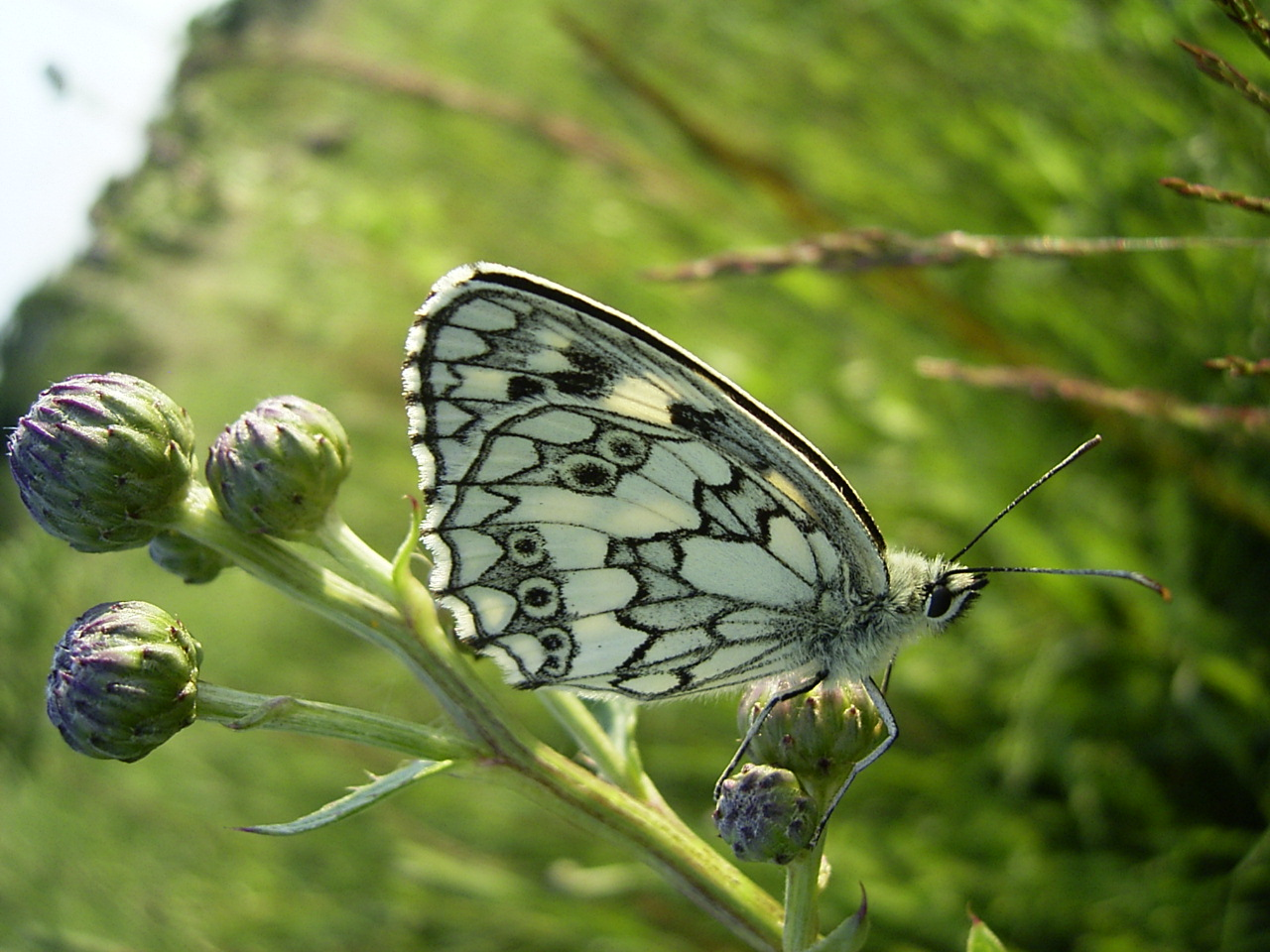
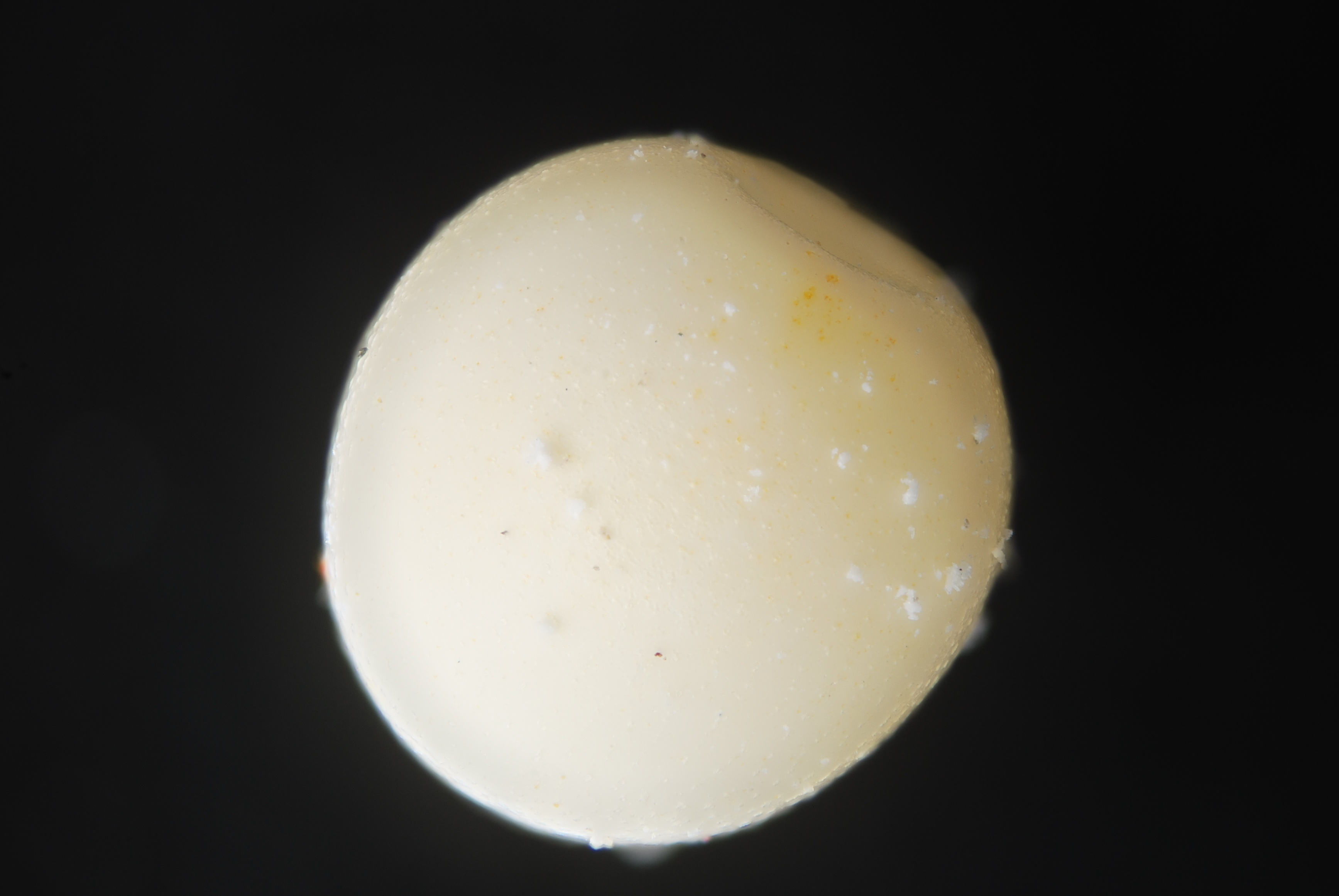
Ei

## Verwante soorten
- Italiaans dambordje
- Moors dambordje
- Oostelijk dambordje
- Siciliaans dambordje
- Spaans dambordje
- Westelijk dambordje
- Zuidelijk dambordje